# Rheinische Friedrich-Wilhelms-Universität Bonn
Rheinische Friedrich-Wilhelms-Universität Bonn er et universitet i Bonn i Nordrhein-Westfalen i Tyskland. Universitetet har ca. 27.000 studerende (2008).
Universitetet blev grundlagt som Kurkölnische Universität i 1777 med fire fakulteter: Teologi, jura, medicin og Weltgelehrtheit (humaniora). I 1784 fik universitetet af Josef den 2. ret til at uddele licentiat- og doktorgrader i hele det tysk-romerske rige. Under den franske besættelse i 1798 blev universitetet lukket. Det åbnede igen i 1818 og fik ved den lejlighed sit navn til ære for Frederik Vilhelm 3. af Preussen. Universitetet har i dag syv fakulteter: Katolsk teologi, evangelisk teologi, rets- og samfundsvidenskab, lægevidenskab, filosofi, naturvidenskab og jordbrugsvidenskab. 